# Subramania Bharati
Chinnaswami Subramania Bharati (ur. 11 grudnia 1882 w Ettaijapuram w dystrykcie Tuticorin w stanie Tamilnadu, zm. 12 września 1921 w Madrasie (obecnie Ćennaj) – indyjski poeta tamilski.

## Życiorys
Był synem uczonego bramina, w związku z czym wcześnie stał się tamilskim uczonym. Od 1904 mieszkał w Madrasie (Ćennaju), gdzie zajął się tłumaczeniem z angielskiego na tamilski dla kilku czasopism, a później nawiązał współpracę z tamilskim dziennikiem „Swadesamitran”. Zaangażował się wówczas w skrajne skrzydło Indyjskiego Kongresu Narodowego, i w związku z tym został zmuszony do ucieczki do francuskiej kolonii Pondicherry (obecnie Puducherry), gdzie 1910-1919 żył na wygnaniu. W tym czasie napisał dwa poematy epickie:  Kujilpattu (Pieśń kukułki, 1912) i Pańdźali sabadam (Przysięga Pańdźali), a także cykl pieśni Kannan pattu (opublikowany w 1917) poświęcony Krysznie, poemat Panchali sapatham (Przysięga Panchali, 1912) oraz wiersze patriotyczne, religijne i inne. W 1919 wrócił do Indii Brytyjskich, po czym został na krótko uwięziony, po czym ponownie nawiązał współpracę z pismem „Swadesamitran”. Gorąco popierał jedność Indii. Był wybitnym pisarzem okresu nacjonalistycznego, został uznany za ojca nowoczesnego stylu tamilskiego i najwybitniejszego XX-wiecznego narodowego poetę tamilskiego. Został zabity przez świątynnego słonia w Madrasie.